# Свети архијерејски синод Српске православне цркве
Свети архијерејски синод Српске православне цркве је највиша извршна (управна и надзорна) власт у Српској православној цркви. Првостепени је суд за несугласице и кривице архијереја.
Предсједник Светог архијерејског синода је патријарх српски.

## Састав
Свети архијерејски синод састављају патријарх (као предсједник) и четири епархијска архијереја (као чланови).
Чланове Светог архијерејског синода бира Свети архијерејски сабор на двије године и то сваке године по двојицу. Синодске сједнице се одржавају у ужем саставу са два члана под предсједништвом патријарха и у ширем саставу са пуним бројем чланова.
До 2005. Свети архијерејски синод је осим патријарха чинило четири члана и сваке године су бирана по два нова члана када старим истекне мандат. Од маја 2005. Синод је чинило шест владика и патријарх, а 2007. поново је враћено на четири члана и патријарха.
Свети архијерејски синод одлучује, под предсједништвом патријарха, о редовном и ванредном сазиву Светог архијерејског сабора. Свети архијерејски синод доноси своје одлуке једногласно или већином гласова. При једнакој подјели гласова одлучује глас предсједника.

## Тренутни састав
| Фотографија     | Име             | Титула                                                                 | Година службе             |
| Председавајући  | Председавајући  | Председавајући                                                         | Председавајући            |
| --------------- | --------------- | ---------------------------------------------------------------------- | ------------------------- |
|                 | Порфирије       | Архиепископ пећки, митрополит београдско карловачки и патријарх српски | 2021 Претходно: 2017–2019 |
| Чланови         |                 |                                                                        |                           |
|                 | Јоаникије       | Митрополит црногорско-приморски                                        | 2022                      |
|                 | Иринеј          | Епископ бачки                                                          | 2022                      |
|                 | Василије        | Епископ сремски                                                        | 2021 Претходно: 2011–2014 |
|                 | Фотије          | Епископ зворничко-тузлански                                            | 2021                      |
| Главни секретар |                 |                                                                        |                           |
|                 | Саво Јовић      | протојереј-ставрофор                                                   | 2007-2021                 |
|                 | Нектарије Ђурић | Архимандрит                                                            | од 2021                   |

## Дјелокруг
Свети архијерејски синод:
- одржава догматско и канонско јединство и сталну везу са осталим православним црквама;
- чува и брани чистоту учења православне цркве о вјери и моралу, сузбија свако неправилно учење, вјерске и моралне предрасуде, празновјерице и штетне обичаје;
- стара се о ширењу православне вјере и руководи пословима унутрашње и спољашње црквене мисије;
- стара се о зближавању и уједињењу хришћанских цркава;
- оцјењује, одобрава и према нахођењу награђује уџбенике вјеронауке и књиге вјерско-моралне садржине уопште;
- бди над животом и радом богословских и монашких школа, установа и завода за спремање и васпитање кандидата за све црквене службе; бира наставничко и васпитачко особље и стара се за њихову спрему, поставља га и разрјешава од дужности;
- стара се за унапређење црквене књижевности; бира стипендисте за изучавање појединих предмета и одређује награде за писце;
- бира уредника и управља службеним листом Српске православне цркве и другим званичним издањима;
- руководи пословима око превода и издавања Светог писма, дјела светих отаца и радова васељенских и помјесних црквених сабора;
- бди да се свете тајне најтачније врше и одржава благољепије, правилност и једнообразност у вршењу црквеног богослужења;
- оцјењује и издаје богослужбене књиге и њихове преводе;
- оцјењује и одобрава израду икона за црквену и приватну употребу;
- издаје упутства за градњу светих храмова и манастира;
- даје упутства за израду црквених утвари, одежда и осталих црквених потреба;
- стара се о једнообразности и усавршавању црквеног појања, оснива и надзире појачке школе;
- стара се о чувању светих моштију светаца, о иконама и о другим свештеним предметима;
- стара се о црквеној умјетности, црквеним умјетничким споменицима, старинама и црквеним музејима;
- даје објашњење по прописима у спорним питањима о црквеном браку и штити светињу црквеног брака;
- води бригу о црквеним добротворним и васпитним заводима и установама;
- води надзор над радом архијереја;
- води бригу о удовим епархијама и поставља администраторе епархија;
- даје чин архимандрита и напрсни крст протојерејима, на писмени образложен предлог епархијског архијереја;
- рукује црквеним фондовима и задужбинама (закладама) које су његовој управи повјерене;
- стара се да се однос Цркве и државе и интерконфесионални односи у смислу закона тачно и без штете по Православну цркву одржавају;
- припрема дневни ред и спрема предлоге за Свети архијерејски сабор и извршава његове одлуке;
- образује одборе (секције) стручних лица ради припремања градива за рад свој и Светог архијерејског сабора;
- бира у споразуму са патријархом чиновнике и канцеларијско особље своје и Великог црквеног суда;
- предлаже на одобрење Светом архијерејском сабору свој пословник;
- расправља све сукобе о надлежности црквенојерархијских власти уколико Уставом није друкчије наређено;
- води врховни надзор над радом удружења свештенства мирског и монашког реда, као и свих других удружења која раде на корист вјере и Православне цркве;
- проучава извјештај Великог црквеног суда и спроводи га Светом архијерејском сабору с мишљењем и предлогом;
- подноси годишњи извјештај о своме раду Светом архијерејском сабору;
- коначно рјешава о оснивању, спајању и раздруживању манастира;
- врши и све друге послове по овом Уставу које му Свети архијерејски сабор нарочито повјери;
- суди у првој инстанци:
  - међусобне несугласице архијереја;
  - канонске кривице архијереја;
  - дисциплинске службене кривице својих органа и пресуђује њихове размирице;
- суди у последњој инстанци дисциплинске кривице наставног особља духовних школа.

## Чланови
Досадашњи чланови Светог архијерејског синода (осим патријараха) били су:

### 20. век
- Гаврило Дожић ±1926 (митрополит црногорско-приморски)
- Доситеј Васић ±1928 (епископ нишки)
- Максимилијан Хајдин 193?—1936 (епископ горњокарловачки)[10]
- Доситеј Васић 193?—193? (митрополит загребачки)[11]
- Емилијан Пиперковић 1927-1929, 1931, 1935, 1939-1947, 1963-1964 (епископ тимочки)[12]
- Јован Илић 19??—1947 (епископ нишки)
- Јосиф Цвијовић 194?—1947 (митрополит скопски)
- Нектарије Круљ 194?—1947 (епископ зворничко-тузлански)[13]
- Венијамин Таушановић 194?—1947 (епископ браничевски)[14]
- Венијамин Таушановић 1950—1952 или 1951—1953 (епископ браничевски)
- Макарије Ђорђевић 1950—1952 или 1951—1953 (епископ будимљанско-полимски) [тражи се извор]
- Никанор Иличић 1950—1952 или 1951—1953 (епископ сремски)[15]
- Василије Костић 1950—1952 или 1951—1953 (епископ бањалучки)
- Стефан Боца 1966—1968 или 1967—1969 (епископ далматински)[16]
- Владислав Митровић 1978—1980 или 1979—1981 (митрополит дабробосански)[17]
- Сава Вуковић 1978—1980 или 1979—1981 (епископ шумадијски)
- Сава Вуковић 1984—1986 или 1985—1987 (епископ шумадијски)
- Владислав Митровић 1985—1987 или 1986—1988 (митрополит дабробосански)
- Василије Вадић 1987—1989 или 1988—1990 (епископ сремски) [тражи се извор]
- Сава Андрић 1987—1989 или 1988—1990 (епископ врањски)[18]
- Стефан Боца 1988—1990 или 1989—1991 (епископ жички)
- Сава Вуковић 1988—1990 или 1989—1991 (епископ шумадијски)

### Од 2001.
- Епископ бачки Иринеј (2001—2003)
- Епископ врањски Пахомије (2001—2003)
- Епископ браничевски Игнатије (2003), привремено замењивао епископа Пахомија[19]
- Митрополит црногорско-приморски Амфилохије (2002—2004)
- Епископ шабачко-ваљевски Лаврентије (2002—2004)
- Епископ нишки Иринеј (2003—2005)
- Епископ захумско-херцеговачки Григорије (2003—2005)
- Епископ шумадијски Јован (2004—2006)
- Епископ будимљанско-никшићки Јоаникије (2004—2006)
- Митрополит загребачко-љубљански Јован (2005—2007)[20]
- Епископ зворничко-тузлански Василије (2005—2007)
- Епископ бачки Иринеј (2005—2007)
- Епископ тимочки Јустин (2005—2007)
- Епископ бихаћко-петровачки Хризостом (2006—2009), члан заменик (2009—2011)
- Епископ милешевски Филарет (2006—2009)
- Митрополит црногорско-приморски Амфилохије (2007—2011),[21] заменик патријарха (2008—2010), (2014—2016)[22]
- Епископ жички Хризостом (2007—2009), члан заменик (2009—2011)
- Епископ нишки Иринеј (2009—2010),[23] патријарх (од 2010)
- Епископ бачки Иринеј (2009—2013), (2015—2017)[24]
- Епископ далматински Фотије (2009—2011), (2016—2018)[25]
- Епископ захумско-херцеговачки Григорије (2009—2011)
- Епископ сремски Василије (2011—2014)[26]
- Епископ шумадијски Јован (2011—2014)
- Епископ будимљанско-никшићки Јоаникије (2011—2013)
- Епископ зворничко-тузлански Хризостом (2013—2015)[27]
- Епископ рашко-призренски Теодосије (2013—2017)[24]
- Епископ шабачки Лаврентије (2014—2016)[22]
- Епископ жички Јустин (2016—2018)[25]
- Митрополит загребачко-љубљански Порфирије (2017—2019)[28]
- Епископ ваљевски Милутин (2017—2019)[28]
- Епископ шумадијски Јован (2018—2021)[29]
- Епископ бачки Иринеј (2018—2021)[29]
- Митрополит дабробосански Хризостом (2019—2022)[5]
- Епископ крушевачки Давид (2019—2022)[5]
- Епископ сремски Василије (2021—2023)
- Епископ зворничко-тузлански Фотије (2021—2023), (од 2024)[30]
- Епископ бачки Иринеј (2022—2024)[31]
- Митрополит црногорско-приморски Јоаникије (2022—2024)[31]
- Епископ браничевски Игнатије (од 2023)[32]
- Епископ горњокарловачки Герасим (од 2023)[32]
- Епископ рашко-призренски Теодосије (од 2024)[30]
- Главни секретар Синода: протојереј-ставрофор Саво Јовић (2007—2021)
- Главни секретар Синода Архимандрит Нектарије (Ђурић) (од 2021)